# Tindalos Interactive
Tindalos Interactive ist ein französisches Entwicklerstudio von Videospielen. Die 2010 gegründete Firma ist bekannt für die Entwicklung der Echtzeit-Strategieserie Battlefleet Gothic: Armada und hat ihren Sitz in Paris.

## Geschichte
Gegründet wurde das Studio 2010 von Romain Clavier und Aurélien Josse. Ihr erster Titel Stellar Impact, der von der Dürener Firma HeadUp Games herausgegeben und am 12. April 2012 veröffentlicht wurde, ist eine Mischung aus Echtzeit-Strategiespiel und MOBA. 2013 arbeitete Tindalos Interactive an der französisch-italienischen Animationsserie Foot 2 Rue Extrême, einem Reboot von Street Football, bei Rendering, Beleuchtung und Compositing mit.
Später ging das Studio für die Veröffentlichung ihres zweiten Titels Etherium eine Partnerschaft mit dem französischen Publisher Focus Entertainment ein. Dadurch gelang es ihnen für nachfolgende Produkte die Lizenz von Raumflotte Gothic des britischen Spieleherstellers Games Workshop zu nutzen. Am 21. April 2016 erschien Battlefleet Gothic: Armada, das 2019 einen Nachfolger erhielt. Im Juni 2023 erschien Aliens: Dark Descent, ein Alien-Spiel in isometrischer Perspektive für PC, Xbox Series X/S, PlayStation 4 und 5.

## Entwickelte Spiele
| Erscheinungsjahr | Titel                        | Engine          | Publisher              |
| ---------------- | ---------------------------- | --------------- | ---------------------- |
| 2012             | Stellar Impact               | Unity           | Headup Games           |
| 2015             | Etherium                     | Unity           | Focus Home Interactive |
| 2016             | Bunker Constructor           |                 | Headup Games           |
| 2016             | Battlefleet Gothic: Armada   | Unreal Engine 4 | Focus Home Interactive |
| 2019             | Battlefleet Gothic: Armada 2 | Unreal Engine 4 | Focus Home Interactive |
| 2023             | Aliens: Dark Descent         | Unreal Engine 4 | Focus Entertainment    |